# Orthozetes papuanus
Orthozetes papuanus är en kvalsterart som beskrevs av Balogh 1968. Orthozetes papuanus ingår i släktet Orthozetes och familjen Microzetidae. Inga underarter finns listade i Catalogue of Life.